# Баргум
Баргум (нім. Bargum) — громада в Німеччині, розташована в землі Шлезвіг-Гольштейн. Входить до складу району Північна Фризія. Складова частина об'єднання громад Міттлерес-Нордфрісланд.
Площа — 17,29 км2. Населення становить 625 ос. (станом на 31 грудня 2020).